# MAC modèle 1950
Pour les articles homonymes, voir Mac.
Le MAC modèle 1950 est un pistolet semi-automatique français développé à partir de 1946 dans le cadre du programme du 30 octobre 1946 relatif au remplacement par un modèle unique des trop nombreux modèles d'armes de poing en dotation dans les forces armées.

## Présentation

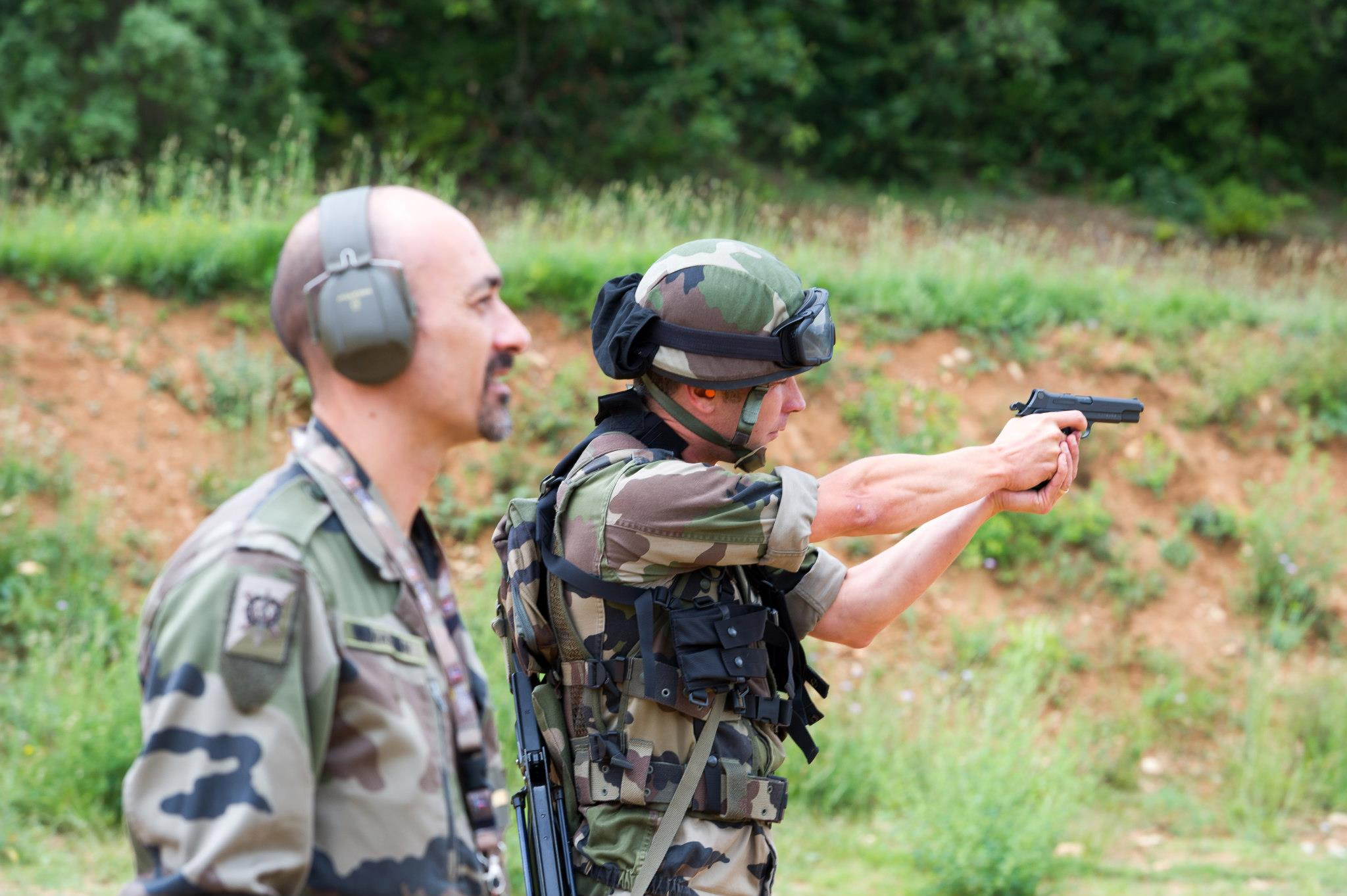
Exercice de tir en 2012 au Camp des Garrigues.

Des deux prototypes présentés à la Section technique de l'Armement par la MAS, le plus abouti sera peu modifié et répondra finalement aux critères de fiabilité, précision, maniabilité, puissance d'arrêt et facilité d'entretien par un démontage simple que le rapport final du 11 mai 1950 de la commission d'essais formalisera. Le 16 août 1950, la note ministérielle numéro 11579 baptisera officiellement l'arme « pistolet automatique de 9 MM modèle 1950 » tandis que la Direction des Matériels en confiera la fabrication à la Manufacture nationale de Châtellerault, la capacité de production de la MAS étant à cette époque complètement absorbée par la fabrication du nouveau fusil MAS 49.
Initialement produit par la Manufacture d'armes de Châtellerault (MAC), puis par la Manufacture d'armes de Saint-Étienne (MAS), sa carcasse porte suivant son origine les marquages « MAC » ou « MAS » (à gauche) et « modèle 1950 » calibre 9 mm (à droite) le faisant ainsi appeler familièrement « MAC 50 » ou « MAS 50 » par les militaires et policiers français.
La Manufacture d'armes de Châtellerault fabriquera 221 900 exemplaires de mars 1953 à juin 1963 avant que la production ne soit reprise par la Manufacture d'armes de Saint-Étienne qui en fabriquera 120 000 de novembre 1963 à avril 1978. Sa conception découle de son prédécesseur le MAS 35 auquel il emprunte sa platine amovible, en adoptant toutefois le calibre de 9 mm Parabellum, ou 9 Lüger (désignation commerciale nord-américaine) , le plus utilisé pour les pistolets de sa génération.
Cette arme est toujours en service dans les forces armées françaises, où elle est couramment mais improprement appelée « PA » pour « pistolet automatique. »
Dès 1953, le MAC 50 remplace le revolver modèle 92, les MAS 35S, PA 35A et autres Colt 1911 dans les forces armées, et les P38 chez les CRS. C'est l'arme de service des gendarmes français (hors unités spécialisées) jusqu'à son remplacement progressif par le Mas G1 à partir de 1989. On le met en dotation dans la Pénitentiaire et certains services de la police nationale (DST, PJ, RG et PAF). En 2000, soit cinquante ans après sa première mise en service, le MAC 50 de l'Armée de Terre a entamé un début de mise à la retraite et est en cours de remplacement par une version du Beretta 92, le PAMAS G1, qui était en dotation à la gendarmerie nationale, laquelle utilise à présent le SIG PRO SP2022. En 2020, le Glock 17 devient l'arme réglementaire dans les armées françaises et doit remplacer totalement le reliquat du MAC 50.

## Principe de fonctionnement
Après le tir, il y a d'abord un court recul du canon par action directe des gaz permettant le mouvement vers l'arrière de la culasse, éjectant l'étui vide du coup parti. Le retour vers l'avant s'effectue grâce à la décompression du ressort récupérateur, chambrant à nouveau un coup complet prélevé sur le chargeur contenu dans la poignée. L'arme est pourvue d'un arrêtoir de culasse la maintenant ouverte en position arrière au dernier coup. Une sûreté est assurée par un levier situé en face gauche qui, une fois relevé, empêche le marteau d'atteindre le percuteur, tandis qu'une sécurité de chargeur empêche toute percussion si un chargeur n'est pas engagé dans la poignée du pistolet.

## Pays utilisateurs
- Burkina Faso, emploi lors de la  Guerre de la Bande d'Agacher
- Congo
- Côte d'Ivoire
- France
- Gabon
- Liban
- Madagascar utilisé par la gendarmerie et l'Administration pénitentiaire en arme secondaire (dons offerts aux gouvernement malgache dans le cadre de la coopération avec la France)
- Maroc
- Mauritanie
- Sénégal
- Tchad (ANT)
- Togo
- Tunisie
- Viêt Nam (armes de prise et copies locales)

## Le MAC 50 dans la culture populaire
Peu présent dans la littérature, à l'exception notable de Monnaie bleue du romancier Jérôme Leroy, le pistolet modèle 1950 apparaît néanmoins dans des films dont notamment Mon curé chez les nudistes, Pouic-Pouic, ou Les Galettes de Pont-Aven. En tant qu'arme de police, il est présent dans quelques polars.
Il est aussi utilisé par des militaires français et/ou des assassins dans les séries Commissaire Moulin, Julie Lescaut et Nestor Burma. Il apparait également dans les mains du chef des rebelles africains dans White Material (joué par Isaac de Bankolé) mais aussi les légionnaires du 2e REP dans La légion saute sur Kolwezi selon le site IMFDB. Le personnage du Capitaine Danjou du 2ème REP dans le roman Guérilla - Tome 1, 2 et 3 est équipé d'un MAC 50.